# Pieskansaari (ö i Lappland, Norra Lappland)
Pieskansaari är en ö i Finland. Den ligger i sjön Unari och i kommunen Sodankylä i den ekonomiska regionen Norra Lappland och landskapet Lappland, i den norra delen av landet, 800 km norr om huvudstaden Helsingfors. Öns area är 2,2 hektar och dess största längd är 190 meter i öst-västlig riktning.